# Dibekacina
La dibekacina è un antibiotico aminoglicosidico derivato dalla kanamicina, spesso utilizzata in associazione alla sulbenicillina. Il farmaco si è dimostrato attivo soprattutto nei confronti di escherichia coli, enterobacter, klebsiella pneumoniae, serratia marcescens, shigella, proteus, salmonella, pseudomonas aeruginosa, staphylococcus aureus.

## Farmacocinetica
La dibekacina, come altri aminoglicosidi, non viene assorbita dal tratto gastrointestinale.
Circa 30-60 minuti dopo somministrazione intramuscolare di una dose di 1 mg/kg si ottengono concentrazioni plasmatiche massime di 4-5 µg/ml.
L'emivita di eliminazione risulta di 2-2,5 ore nei soggetti con funzione renale non compromessa, mentre in presenza di insufficienza renale raggiunge anche le 26 ore (53,7 ore nei pazienti emodializzati) essendo correlata con la clearance della creatinina.
Il volume di distribuzione è dell'ordine di 0,180-0,250 l/kg. L'escrezione urinaria nelle 24 ore è pari all'80-90%.

## Tossicologia
Nel topo la DL50 è di 61–68 mg/kg dopo somministrazione endovena e di 373–380 mg/kg dopo somministrazione intramuscolo.

## Usi clinici
La dibekacina è indicata nel trattamento di tutte le infezioni gravi sostenute da germi Gram-negativi sensibili all'antibiotico, compresi pseudomonas e stafilococchi resistenti ad altri antibiotici.
È utilizzata nelle batteriemie e setticemie, nelle infezioni complicate delle vie genito-urinarie, in molte infezioni dell'apparato respiratorio e dell'apparato osteo-articolare.
Viene inoltre utilizzata per le infezioni del sistema nervoso centrale e le infezioni endo-addominali.

## Effetti collaterali
Durante il trattamento con dibekacina si possono osservare rash cutanei, orticaria e reazioni allergiche.

Come gli altri antibiotici aminoglicosidici, anche la dibekacina può risultare nefrotossica e ototossica, soprattutto dopo somministrazione di dosi elevate o dopo trattamenti prolungati.
Gli effetti tossici acuti della dibekacina hanno come bersaglio la giunzione neuromuscolare. In questo sito gli aminoglicosidi inibiscono la liberazione di acetilcolina e riducono la sensibilità post-sinaptica al mediatore.
Il blocco neuromuscolare può portare a depressione respiratoria risolvibile con la somministrazione di calcio gluconato o di neostigmina. La dibekacina, così come gli altri aminoglicosidi, può essere rimossa dall'organismo con l'emodialisi o con la dialisi peritoneale.

## Controindicazioni
La dibekacina è controindicata nell'ipersensibilità agli aminoglicosidi e nella miastenia. Durante un trattamento prolungato con dibekacina è bene effettuare controlli periodici delle funzioni vestibolare, uditiva e renale.

## Dosi terapeutiche
Negli adulti la dibekacina viene somministrata come solfato, per via intramuscolare o endovenosa, alla dose di 1–3 mg/kg/die.

La durata del trattamento varia da 3 a 7 giorni per la somministrazione endovenosa, e da 7 a 10 giorni per la somministrazione intramuscolare.

Nei pazienti affetti da insufficienza renale è indispensabile un aggiustamento della posologia.

## Avvertenze
Sono da evitare le associazioni di dibekacina con diuretici dell'ansa o con altri farmaci ototossici e nefrotossici.
La dibekacina può potenziare l'azione del curaro, dei miorilassanti e degli anestetici generali determinando perciò il rischio di blocco neuromuscolare con paralisi respiratoria secondaria.